# Jętka pospolita
Jętka pospolita (Ephemera vulgata) – gatunek owada z rzędu jętek i rodziny jętkowatych.
Długość dorosłego owada 1,4–2,2 cm. Skrzydła szarawe.
Dorosłe jętki mają silnie uwstecznione narządy gębowe i nie pobierają pokarmu. Rozwój larw może trwać od 1 do 3 lat.

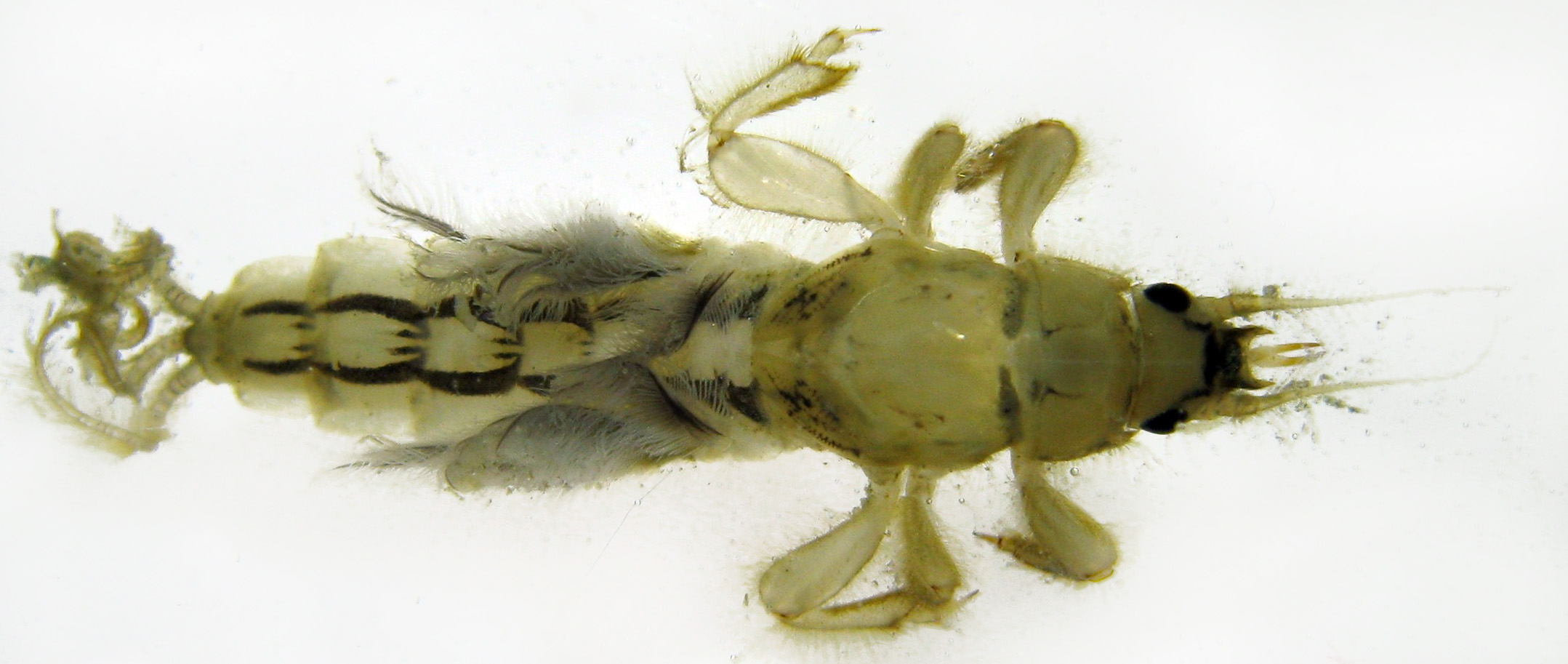
Nimfa jętki pospolitej

Jętka pospolita występuje na terenie niemal całej Europy.